# 茶榮市
茶荣市（越南语：／）是越南茶荣省省莅，境内拥有许多著名的佛塔。

## 地理
茶荣市东北接槟椥省㖼𦓿南县，西北接乾隆县，东、南和西接周城县。

## 历史
阮朝设縣，南越设省府，1976年成为九龙省的一个市社。
1991年12月26日，九龙省重新分设为永隆省和茶荣省，茶荣市社划归茶荣省管辖并成为茶荣省莅。
2002年7月18日，周城县月化社、大禄社和良和社析置部分区域划归茶荣市社管辖，以月化社析置区域和良和社析置的部分区域设立第八坊，大禄社析置区域和良和社析置的剩余区域设立第九坊。
2007年，茶荣市社被评定为三级城市。
2010年3月4日，茶荣市社改制为茶荣市。
2016年2月5日，茶荣市被评定为二级城市。
2024年11月14日，越南国会常务委员会通过决议，自2025年1月1日起，第二坊和第六坊并入第三坊。

## 行政区划
茶荣市下辖7坊1社，市人民委员会位于第三坊。
- 第一坊（Phường 1）
- 第三坊（Phường 3）
- 第四坊（Phường 4）
- 第五坊（Phường 5）
- 第七坊（Phường 7）
- 第八坊（Phường 8）
- 第九坊（Phường 9）
- 隆德社（Xã Long Đức）

## 民族
茶荣市居民多为京族，还有高棉族、华族。